# Scopula heidra
Scopula heidra là một loài bướm đêm trong họ Geometridae.